# Truskawkowe studio
Truskawkowe studio – polski cykliczny program telewizyjny dla młodzieży realizowany w latach 1992–1999 w Oddziale Regionalnym TVP we Wrocławiu dla 2 Programu TVP. Początkowo, w ramach letnich teleferii.
Pomysłodawcą programu, scenarzystą i reżyserem oraz autorem tekstów wszystkich piosenek był Paweł Królikowski. Kompozytorami piosenek byli Maciej Marchewka, Tomasz Łuc, Dariusz Kaliszuk.
W programie brali udział m.in. Magdalena Schejbal, Piotr Kozioł-Podlaski, Anna Mendak, Konrad Imiela, Marek Kocot, Mariusz Kiljan, Michał Mrozek, Ewelina Pawlus, Jolanta Fraszyńska, Red (właściwie Ernest Ivanda), Wacław Mikłaszewski, Małgorzata Ostrowska-Królikowska.